# قرية شيني
قرية شينَي (في اللغة الصينية المبسطة: 新叶; في اللغة الصينية التقليدية: 新葉) هي قرية تاريخية في مدينة داتشيان (في اللغة الصينية: 大慈岩镇)، هانغتشو، غرب مقاطعة تشجيانغ. تأسست في عهد سلالة سونغ الجنوبية، تشتهر شينَي بالمحافظة بشكل جيد على الهندسة المعمارية من عصر سلالة مينغ وسلالة تشينغ، حيث يمكن مشاهدة المباني السكنية القديمة من تلك العصور. تشتهر شينَي أيضًا بإقامة احتفالات عبادة الأسلاف في مهرجان شانغسي السنوي، وهو تقليد قديم لا يمارسه سوى عدد قليل من المجتمعات في الصين اليوم، بما في ذلك قرية شينَي. في عام 2010 تم تصنيفها كقرية تاريخية وثقافية وطنية في الصين.

## الموقع
تقع شينَي في مقاطعة جيجاينغ الغربية، في الجزء الجنوبي من بلدية جيانده على الحدود مع بلدية لانشي. يحكم القرية بلدة داتشيان التابعة لمدينة جيانده، والتي بدورها تقع داخل الحدود الإدارية لعاصمة المقاطعة هانغتشو. يطل كلا من جبل يوهوا (玉华山) وجبل داوفنغ (道峰山) على القرية من جهة الشمال الغربي. طريق الوصول الرئيسي هو الطريق السريع الوطني 330، على بعد 6 كيلومترات من القرية.

## التاريخ
تأسست شينَي في عام 1219 في عهد الإمبراطور نينزونغ من سلالة سونغ الجنوبية، عندما انتقل مؤسس القرية يي كون (叶坤) الى المنطقة. قام يي كيتشنغ (叶克诚، 1250-1323) وهو حفيد يي كون بتوسيع القرية، وبناء معبد شيشان سيتانغ (西山祠堂) على التلال الغربية، ومعبد يو شي تانغ (有序堂) في وسط القرية.
معظم القرويين البالغ عددهم 3900 اليوم يلقبون (تنتهي اسمائهم) باللقب ييا (葉) ويتتبعون نسبهم من جدهم يي كون عبر 29 جيلًا. يطلق عليهم مجتمعين قبيلة يوهوا ييشي (玉华叶氏). خلال الجيل الثامن، تم تقسيم القرية إلى عشائر فرعية. يوجد الآن خمس عشائر فرعية: تشونغرين (崇仁)، تشونغزي (崇智) ، تشونغده (崇德) ، تشونجي (崇义) و يو تشينغ (余庆)، مع كون العشيرة الفرعية تشونغرين هي الأكثر ازدهارًا.

## البنيان
مع وجود 16 قاعة مخصصة للاسلاف و 230 مسكنًا قديمًا باللون الأبيض تم الحفاظ عليها جيدًا، اشتهرت قرية شينَي بأنها أكبر متحف في الهواء الطلق للمساكن القديمة في الصين. يشبه أسلوبها المعماري أسلوب منطقة هويتشو التاريخية القريبة والتي تضم مواقع التراث العالمي هونجكون وشيدي .
تعتبر قاعة شيشان هي الأقدم بين قاعات أسلاف شينَي، وهي الآن جزء من مدرسة شينَيي الابتدائية. بينما تعتبر قاعة يوشو هي قاعة الاسلاف الرئيسية في القرية حيث تقام الاحتفالات الأكثر أهمية فيها،  على الرغم من صغر حجمها مقارنة بقاعة جونغرن. تشمل المعالم الرئيسية الأخرى في القرية التابعة لحقبة سلالة مينغ كل من معبد توان يون (抟云塔) ومحكمة ونجانغ (文昌阁). كما يوجد بالقرب من القرية ما يعرف بصخرة داتشييان (大慈岩)، وهو معبد بوذي مبني على منحدر جبلي شاهق يعود تاريخه إلى سلالة يوان المغولية في الصين.
يعد الموقع الجبلي البعيد للقرية والشعور القوي بالعشيرة من الأسباب الرئيسية لحالة الحفاظ الممتازة عليها، رغم مرور الكثير من السنين.

## الثقافة
الممارسة الدينية الرئيسية في القرية هي عبادة الأسلاف التقليدية. معظم المعابد في شينَيي مخصصة لأسلاف القرية أو العشائر الفرعية. تحقيقا لهذه الغاية، احتفظت القرية بكتاب أنساب مفصل عبر القرون، والذي يتم تحديثه رسميًا مرة واحدة كل دورة ستينية (60 عامًا)، مصحوبة بحفل كبير.
بينما تحتفل معظم مناطق الصين بالعام الصيني الجديد باعتباره المهرجان السنوي الرئيسي، فإن أهم مهرجان في شينَيي هو مهرجان شانغسيتي (上巳节)، أو ما يعرف باحتفال الثلاثتان، حيث يصادف موعد اقامته في اليوم الثالث من الشهر الثالث من التقويم الصيني. مهرجان شانغسيتي هو تقليد قديم لا يمارسه سوى عدد قليل من المجتمعات المحلية في الصين اليوم. يشمل الاحتفال موكبًا طقسيًا بطول 3 كيلومترات إلى معبد يوجان (玉泉寺)، وتقام مراسم وعروض عبادة الأسلاف في العديد من المعابد.
في عام 2010، تم تعيين شينَيي كقرية تاريخية وثقافية وطنية في الصين، وهي تخطط في النهاية للتقدم بطلب للحصول على وضع موقع التراث العالمي جنبًا إلى جنب مع قريتي تشوغا وهويتشو المجاورتين.